# Réseau Brutus
Das Réseau Brutus war eine französische Widerstandsorganisation bzw. ein Geheimdienstnetzwerk während des Zweiten Weltkriegs in Frankreich.

## Geschichte
Das Réseau Brutus wurde im Jahr 1941 von Pierre Fourcaud in Marseille gegründet. Er hatte von Charles de Gaulle den Auftrag bekommen dieses Geheimdienst-Netzwerk aufzubauen. Bereits im Juli 1941 wurde das Netzwerk zum bewaffneten Flügel des Comité d’action socialiste (CAS). Eugène Thomas wurde nach der Verhaftung von Pierre Fourcaud und der Flucht seines Bruders Jean Fourcaud nach London einer der Anführer des Brutus-Netzwerks. In den Jahren 1941 und 1942 wuchs das Netzwerk stetig an und wurde im Februar 1943 im Besonderen durch das Engagement von André Boyer ein nationales Widerstandsnetzwerk. Im April 1943 wurde Eugène Thomas in Paris verhaftet. Das Geheimdienstnetzwerk hatte inzwischen mehr als 1.000 Agenten und das Hauptquartier wurde nach Lyon verlegt. Pierre Sudreau war verantwortlich im Norden und Jean-Maurice Hermann im Süden. Ende dieses Jahres wurde das Netzwerk durch die Verhaftung von Boyer, Sudreau und Hermann stark in Mitleidenschaft gezogen. Gaston Defferre folgte André Boyer nach. Dieser war später Bürgermeister von Marseille und zuvor sein Stellvertreter.